# Timsbury (Somerset)

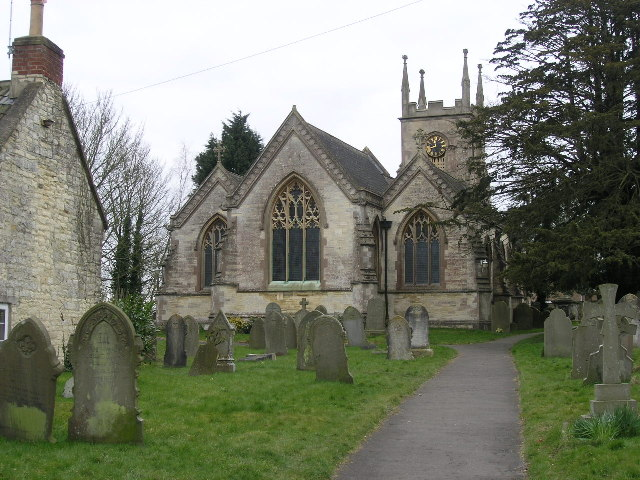
St Mary’s Church

Timsbury ist ein Dorf in der englischen Grafschaft Somerset. Es ist eine Civil Parish (Gemeinde), die Teil der Unitary Authority (Verwaltungseinheit) Bath and North East Somerset ist. Timsbury liegt etwa 8 Meilen (13 km) südwestlich von Bath.